# Auppegard
Auppegard è un comune francese di 692 abitanti situato nel dipartimento della Senna Marittima nella regione della Normandia.

## Storia

### Simboli
Il bastone di Asclepio con le iniziali A J ricorda il dottor Albert Jean che fu sindaco del comune; lo scudetto è lo stemma dei Manneville mentre le conchiglie sono riprese dal blasone dei Le Marinier, entrambe le famiglie detennero la signoria del paese. La bandiera nera in cima alla guglia del campanile della chiesa di Saint-Pierre di Auppegard, posta sulla cosiddetta "croce della peste" (croix des pestiférés) avvertiva i viaggiatori della presenza di epidemie.
La terrazza cannellata rappresenta le tre motte castrali dette du Pougard che proteggevano gli antichi feudi.

## Società

### Evoluzione demografica
Abitanti censiti